# Xã East Mead, Quận Crawford, Pennsylvania
Xã East Mead (tiếng Anh: East Mead Township) là một xã thuộc quận Crawford, tiểu bang Pennsylvania, Hoa Kỳ. Năm 2010, dân số của xã này là 1.493 người.